# Laguna San Francisco (Omasuyos)
La laguna San Francisco es un lago glaciar de Bolivia, ubicado en la región del Altiplano andino. Está en el extremo sur del nevado Illampú, y administrativamente se encuentra en el municipio de Achacachi de la provincia de Omasuyos en el departamento de La Paz.

## Ubicación
La laguna San Francisco se encuentra a una distancia de 20 kilómetros al oeste del Golfo de Achacachi, la bahía más al sureste del Lago Titicaca. El lago está a una altitud de 4.492 my se extiende hasta 2,2 kilómetros de largo y hasta 0,5 kilómetros de ancho. Su superficie es de 0,8 kilómetros cuadrados y el perímetro del lago es de 5,3 kilómetros.

## Agua
El lago se alimenta principalmente del agua glacial del Glaciar Yacuma, que desemboca en el lago desde el norte a través del río Uma Jalanta. La desembocadura del lago se encuentra en su orilla sur, desde aquí el río Corhuar Jahuira fluye primero en dirección sur y luego en dirección oeste, pasando por el asentamiento de Chiarhuyo y, alimentado por otros afluentes del este, desemboca en la esquina noreste del Golfo de Achacachi.